# Legge elettorale italiana del 1882
La legge elettorale italiana del 1882 ("legge Zanardelli") fu una legge elettorale adottata dal Regno d'Italia, a partire dalle elezioni del 1882 (XV Legislatura).

## Storia
La legge, approvata dal IV Governo Depretis, sostituì la legge elettorale del 1860, alterandone sia il sistema che la base elettorale.
Tale sistema, tuttavia, accrebbe l'instabilità delle maggioranze, cosicché nel 1891 la legge venne emendata ripristinando i collegi uninominali. Con tali modifiche, essa restò in vigore sino al 1912, quando venne sostituita sotto il IV governo Giolitti da una nuova legge che estese ulteriormente il suffragio.

## Caratteristiche
Sotto il profilo del sistema elettorale, la legge era una plurinominale di lista: essa, cioè, sostituì i collegi uninominali previsti dalla norma precedentemente in vigore con collegi plurinominali che eleggevano da due a cinque deputati.
Il suffragio restava riservato ai maschi, ed era condizionato all'avvenuto compimento del ventunesimo anno d'età (la soglia precedente era di 25 anni). Tra costoro, avrebbe potuto votare solo chi sapeva leggere e scrivere e o avesse esibito la licenza del biennio elementare (che con la Legge Coppino del 1877 era statale e gratuito) oppure chi pagasse almeno 19,80 lire di imposte annue. Per effetto di queste modifiche la base elettorale crebbe significativamente, passando dal 2,2% al 6,9% della popolazione. Agostino Depretis, esponente della sinistra storica, aveva fatto dell'allargamento della base elettorale un suo cavallo di battaglia.